# Store Fuglede Sogn
Store Fuglede Sogn ist eine Kirchspielsgemeinde (dän.: Sogn) auf der dänischen Insel Seeland.
Bis 1970 gehörte sie zur Harde Ars Herred im damaligen Holbæk Amt, danach zur Hvidebæk Kommune im Vestsjællands Amt, die wiederum im Zuge der Kommunalreform zum 1. Januar 2007 in der erweiterten Kalundborg Kommune in der Region Sjælland aufgegangen ist.

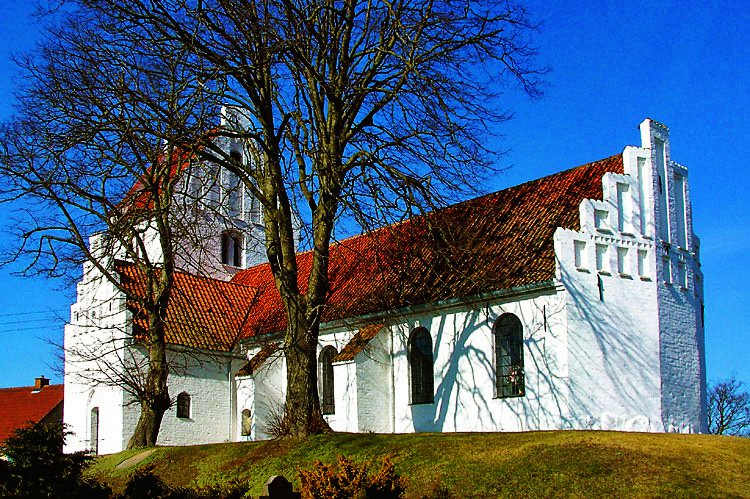
St. Fuglede kirke

Am 1. Januar 2023 lebten im Kirchspiel 439 Einwohner, davon 0 im Kirchort Store Fuglede Stationsby. Die „Store Fuglede Kirke“ liegt auf dem Gebiet der Gemeinde.
Nachbargemeinden sind im Norden Ubby Sogn, im Nordosten Lille Fuglede Sogn, im Südosten Bakkendrup Sogn, im Süden Gørlev Sogn und im Westen Svallerup Sogn. Im Osten grenzt das Kirchspiel an den Tissø.